# Reinhold Rudenberg
Reinhold Rudenberg, né le 4 février 1883 à Hanovre et mort le 25 décembre 1961 à Boston, est un ingénieur et inventeur germano-américain, crédité de nombreuses innovations dans l'énergie électrique et les domaines connexes. On lui doit des améliorations dans les équipements d'énergie électrique, en particulier les grands générateurs de courant alternatif, les lentilles électrostatiques des microscope électronique [ Rüdenberg, R. (1932). Elektronenmikroskop (Electron microscope). Naturwissenschaften 20, 522 ], les communications par courant porteur sur les lignes électriques, une forme de radar à commande de phase...

## Jeunesse
Reinhold Rudenberg est né à Hanovre, en Allemagne d'une famille d'origine juive. Son père, Georg, était un industriel qui dirigeait une usine de préparation et nettoyage de plumes et produits dérivés. Sa mère était une fille du grand rabbin du comté de l’arrondissement de Braunschweig.
Il a fréquenté l'université technique de Hanovre, et après avoir reçu son diplôme en génie électrique (Dipl. Ing.) et doctorat (Dr Ing.), tous deux en 1906, il a travaillé comme un assistant d'enseignement du Ludwig Prandtl à la Institut de physique et mécanique appliqué à l'université de Göttingen. Là, il a également suivi des cours de physique et de le célèbre cour d'électrodynamique avancée cours de Emil Wiechert, qui seulement dix ans plus tôt, avait été l'un des découvreurs de l'électron.
En 1919 il épouse Lily Minkowski, la fille du mathématicien Hermann Minkowski.

## Travaux et recherches
Rudenberg enseigné à Göttingen, Berlin, Londres et aux États-Unis au MIT et à l'université Harvard. À Harvard, avait été chef du Département de génie électrique à la Graduate School of Engineering de 1939 à 1952, quand il a pris sa retraite.
Après avoir quitté Göttingen en 1908, il est entré chez le fabricant de machines électriques Siemens-Schuckert (SSW), filiale du groupe Siemens, à Berlin. Il est entré comme ingénieur à la conception de machines et a été rapidement promu à la tête du département. Son champ d'activité s'est élargi incluant les lignes de transmission, les systèmes de distribution, et les relais de protection (en) et les commutateurs. En 1923 il était nommé directeur du département scientifique ( Wissenschaftliche Abteilung) de SSW responsable de la recherche et développement des systèmes et machines et pour l'entreprise. Simultanément, il est nommé ingénieur en chef électrique (Chef-Elektriker) de la firme.
En 1916, Rudenberg a conçu le générateur électrique de la principale centrale électrique de Cologne, le plus grand de l'époque.
L'esprit vif et agile, il publie beaucoup et devient un inventeur prolifique. Ses livres, particulièrement ceux traitant des transitions électriques, furent beaucoup utilisés dans l'enseignement. Les principales sont :
- Communications par courant porteur (brevet)
- Conducteurs creux pour le transport aérien de l’énergie haute tension
- Microscope électronique à lentilles électrostatiques (brevet)
- Inversion ou recul des navires et hélices
- Radar à commande de phases « GEOSCOPE » (brevet)
- Premières analyses du souffle des explosifs en fonction de l'énergie de la charge
- Lentilles à champ hyperbolique de focalisation de faisceaux d'électrons
- Énergie électrique produite à partir de rayonnements ionisants (brevet)
- Explication des causes contribuant aux panne générales d'électricité dans les systèmes électriques

## Microscope électronique et brevets
En 1930, juste après son retour d'un voyage d'été sur le bord de mer hollandaise, son fils, âgé de 2 ans ¾ année est tombé malade avec une paralysie des jambes. Ce fut bientôt diagnostiqué comme la poliomyélite, qui à cette époque était une maladie effrayante avec un taux de mortalité de 10-25 % lorsque la maladie progressait vers les poumons. La poliomyélite était alors connue pour être provoquée par un virus, trop petit pour être visible sous un microscope optique. Depuis ce temps Rudenberg était déterminé à trouver ou à inventer un moyen pour rendre visible une telle petite particule virale. Il pensait que les électrons, en raison de leur taille subatomique, comme il l'avait appris à Göttingen par Wiechert, seraient en mesure de résoudre de telles particules et il a étudié les moyens de faire converger ces derniers pour créer leur image agrandie.

## Distinctions
- 1911 - Prix Montefiori, Institut Montefiore, Liège, Belgique
- 1921 - Docteur honoris causa de l'Institut de technologie de Karlsruhe
- 1946 - Prix d'honneur et médaille du Stevens Institute « pour des réalisations notables dans le domaine de l'optique électronique en tant qu'inventeur du microscope électronique. »
- 1949 - Médaille Cedergren, Suède
- 1954 - Eta Kappa Nu (en) membre éminent
- 1956 - Sénateur honoraire de l'université technique de Berlin
- 1957 - Commandeur de l'ordre du Mérite de la République fédérale d'Allemagne
- 1961 - Elliott Cresson Medal, Franklin Institute, Philadelphie